# Amin oksidaza (sadrži bakar)
Amin oksidaza (sadrži bakar) (EC 1.4.3.6, diaminska oksidaza, diamino okshidraza, histaminaza, aminska oksidaza, monoaminska oksidaza, aminska oksidaza (piridoksalna), benzilaminska oksidaza, histaminska deaminaza, histaminska oksidaza, Cu-aminska oksidaza, amin kiseonična oksidoreduktaza, diamin:O2 oksidoreduktaza (deaminacija), semikarbazid-senzitivna aminska oksidaza, SSAO) je enzim sa sistematskim imenom amin:kiseonik oksidoreduktaza (deaminacija) (bakrom posredovana). Ovaj enzim katalizuje sledeću hemijsku reakciju
2 + 2O + O2 {\displaystyle \rightleftharpoons } 3 +2O2
Ova grupa proteina obuhvata enzime koji oksiduju primarne monoamine, diamine i histamin. Oni su bakarni hinoproteini. Jedna forma EC 1.3.1.15, orotatne reduktaza (NADPH), iz bubrega pacova takođe katalizuje ovu reakcija.

## Literatura
- Nicholas C. Price; Lewis Stevens (1999). Fundamentals of Enzymology: The Cell and Molecular Biology of Catalytic Proteins (Third изд.). USA: Oxford University Press. ISBN 019850229X.
- Eric J. Toone (2006). Advances in Enzymology and Related Areas of Molecular Biology, Protein Evolution (Volume 75 изд.). Wiley-Interscience. ISBN 0471205036.
- Branden C; Tooze J. Introduction to Protein Structure. New York, NY: Garland Publishing. ISBN 0-8153-2305-0.
- Irwin H. Segel. Enzyme Kinetics: Behavior and Analysis of Rapid Equilibrium and Steady-State Enzyme Systems (Book 44 изд.). Wiley Classics Library. ISBN 0471303097.

## Spoljašnje veze
- Amine+oxidase+(copper-containing) на 